# Jakob Renneisen
Jakob Renneisen (* 20. November 1899 in Raunheim; † 2. August 1973) war ein hessischer Politiker (KPD) und ehemaliger Abgeordneter des Hessischen Landtags.
Jakob Renneisen  war Lehrer in Oberursel. Vom 20. Oktober 1950 (als Nachfolger für Karl Willmann) bis zum 30. November 1950 war er Mitglied des Hessischen Landtags.